# Dia do beijo

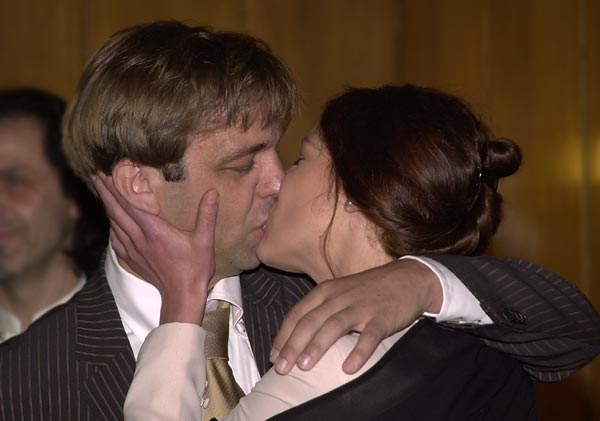
Um casal se beijando.

O Dia Internacional do Beijo é comemorado mundialmente em duas datas diferentes 2 de maio ou 6 de Julho. As comemorações são um símbolo de afeição romântica ou de amizade dependendo do país.